# 田中弘文
田中 弘文（たなか ひろふみ、1966年12月12日 - ）は、日本の生理学者。テキサス大学オースティン校教育学部教授。専門は運動が及ぼす生活習慣病や動脈の特性への効果で、日本の研究者とも広く共同研究を行っている。

## 経歴・人物
東京都出身。1989年国際武道大学体育学部卒業。土方を経て、1992年にボール州立大学大学院を修了、糖代謝の研究により生体エネルギー学修士の学位を取得。テネシー大学ノックスビル校で応用運動生理学を専攻し1995年に博士号（Ph.D）を取得。
1996年からアメリカ国立衛生研究所勤務、1998年コロラド大学ボルダー校博士研究員に就任。テキサス大学オースティン校教育学部キネシオロジー健康教育学専攻教授。アメリカスポーツ医学会フェロー、アメリカ心臓医学会フェロー、アメリカ老人医学会フェロー。
日本でも、運動生理学の分野で、最大心拍数のコラム等も発表している。